# Omicron aggressor
Omicron aggressor är en stekelart som beskrevs av Giordani Soika 1978. Omicron aggressor ingår i släktet Omicron och familjen Eumenidae. Inga underarter finns listade i Catalogue of Life.